# Prémolaire
En anatomie, les prémolaires (ou dents prémolaires) font partie des dents postérieures de la denture des mammifères. Ce sont les plus antérieures des dents postérieures.

## Chez les humains

### Description
Un humain possède huit prémolaires : quatre supérieures et quatre inférieures. Les quatre plus médiales sont les premières prémolaires et les plus latérales sont les deuxièmes prémolaires.
Un humain ne possède pas de prémolaires lactéales,.
Les prémolaires apparaissent en remplacement des premières et deuxièmes molaires lactéales qui tombent entre 9 et 12 ans.
Elles sont situées entre les canines et la première molaire définitive.
Leur couronne possède deux cuspides . Les deuxièmes prémolaires ne possèdent qu'une racine et les premières prémolaires possèdent généralement deux racines.

### Aspect clinique

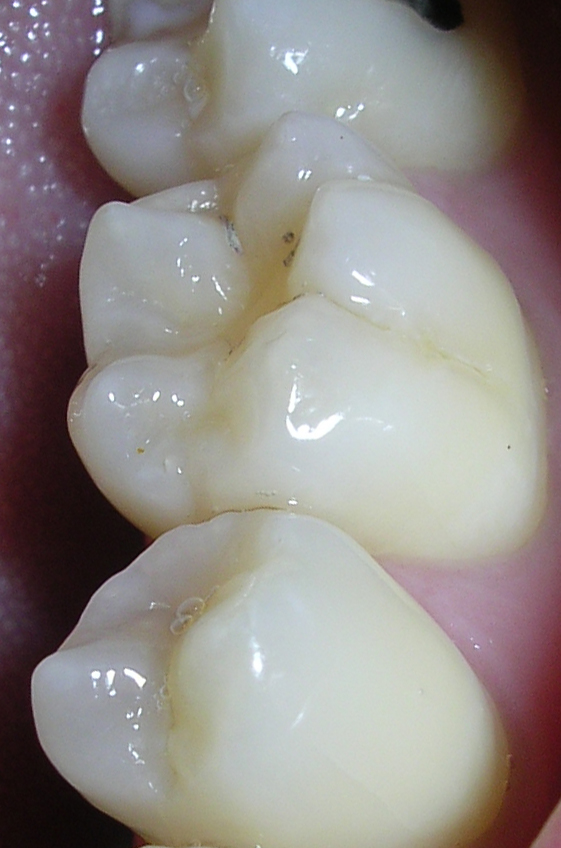
Prémolaire et molaires

Quand des dents sont enlevées pour traitement orthodontique (dans 45,8 % des cas) il est plus courant que ça soit les quatre premières prémolaires - dans 48,8 % des cas - ou seulement les deux premières prémolaires maxillaires - dans 14,5 % des cas .
L'extraction des premières prémolaires est parfois aussi requise dans le cadre de la préparation à la chirurgie orthognathique.